# مارك غروندي
مارك غروندي (بالإنجليزية: Mark Grundy)‏ هو أكاديمي بريطاني، ولد في القرن العشرين.